# Claudiu Gavrilă
Claudiu Florin Gavrilă (ur. 27 stycznia 1979) – rumuński zapaśnik walczący w stylu klasycznym. Zajął 20. miejsce na mistrzostwach świata w 2001. Brązowy medalista mistrzostw Europy w 2006. Wicemistrz Europy juniorów w 1998 roku.